# جيداء آتش
جيداء آتش (بالتركية: Ceyda Ateş)‏ هي ممثلة تركية ولدت في يوم 14 أكتوبر 1988 في مدينة أنقرة عاصمة تركيا، فازت بلقب ملكة جمال الأطفال في مسابقة جمال الأطفال التي نظمتها Neşe Erberk . , مثلت في عدة مسلسلات تركية منها مسلسل اسميتها فريحة حيث مثلت دور هاندا.

## روابط خارجية
- جيداء آتش على موقع IMDb (الإنجليزية)
- جيداء آتش على موقع ألو سيني (الفرنسية)
- جيداء آتش على موقع قاعدة بيانات الفيلم (الإنجليزية)
- جيداء آتش على موقع كينوبويسك (الروسية)